# Quello che sento (Carmen Consoli)
Quello che sento è il singolo d'esordio della cantautrice catanese Carmen Consoli. Il singolo pubblicato nell'inverno del 1995, passò quasi del tutto inosservato, anche se, presentato a Sanremo Giovani 1995, permise alla Consoli di accedere al Festival di Sanremo 1996, dove interpretò Amore di plastica.
In seguito al successo dell'album Due parole, pubblicato dopo la manifestazione e contenente anche Quello che sento, il singolo è stato riproposto in una versione inedita. Il disco, oltre a presentare una copertina più in linea con la linea grafica dei lavori della Consoli (colori acidi, scritte essenziali), presenta tracce diverse ed il titolo di lancio Quello che sento: The remixes.
Il titolo del brano è stato utilizzato anche per la biografia della cantante, scritta da Federico Guglielmi e pubblicata nel 2001.

## Tracce

### Versione remix
1. Quello che sento (Vernetti Remix)
2. Quello che sento (Morus Remix)
3. Quello che sento (Album Version)